# Albumina znakowana
Albumina znakowana (IHSA, RISA) – białko osocza ludzkiego, albumina, znakowane promieniotwórczo na potrzeby wielu badań diagnostycznych medycyny jądrowej (gammaencefalografii, radiokardiografii, badań metabolizmu). Do znakowania albuminy stosuje się 131I, 132I, 125I, 51Cr (duża trwałość połączeń znakowanych atomów z białkiem), 99mTc.
Albumina znakowana stosowana do celów medycznych powinna się cechować:
- równomiernym rozmieszczeniem atomów promieniotwórczych w białku
- trwałością wiązań
- brakiem zanieczyszczeń promieniotwórczych
- niezmienionymi własnościami fizycznymi i chemicznymi.